# Bob Mansfield
Bob Mansfield foi vice-presidente sênior de tecnologia da Apple Inc.